# Kőrösi Csoma Sándor emlékezete Erdélyben

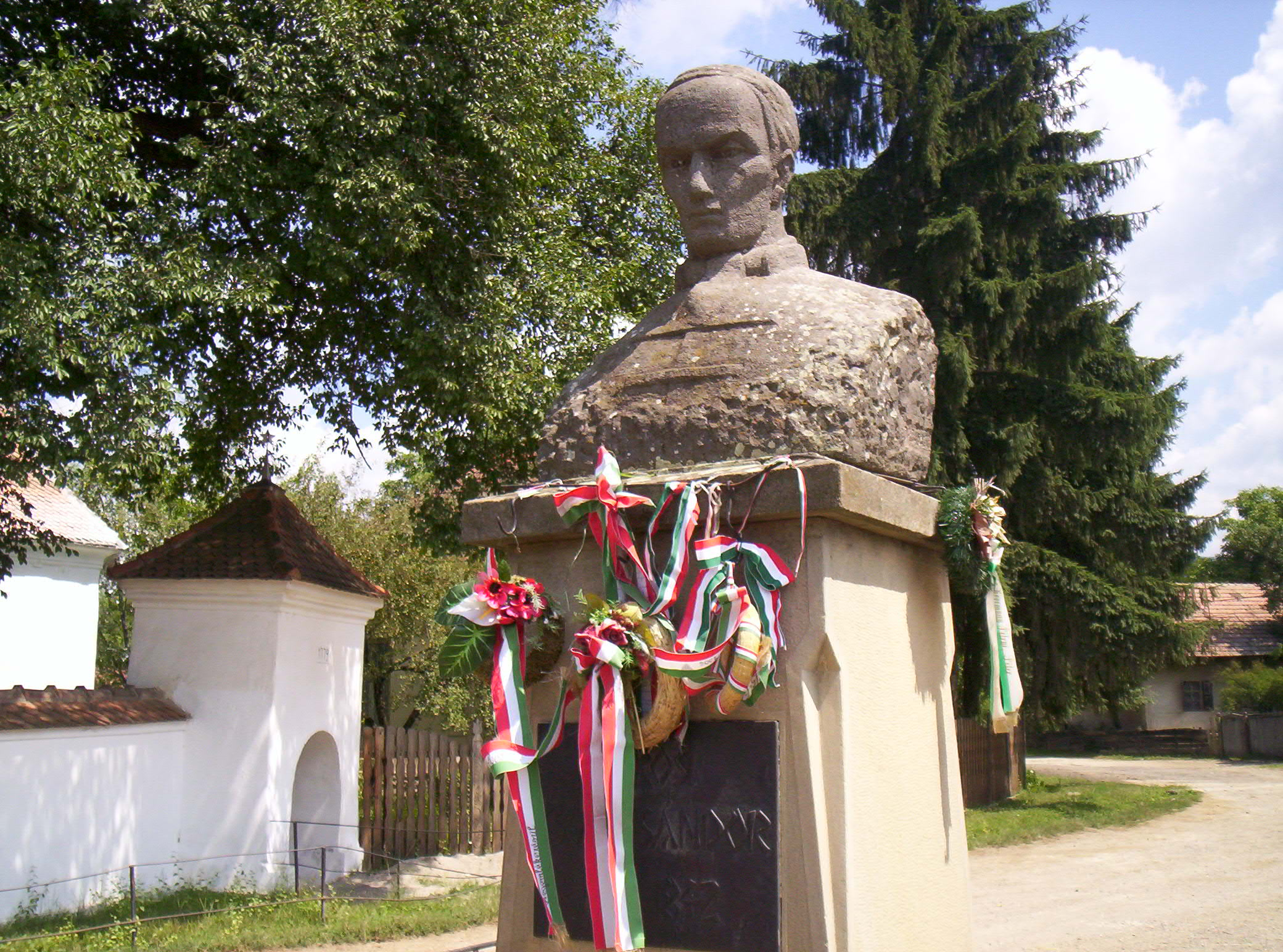
Kőrösi Csoma Sándor
portrészobra
Orbán Áron alkotása
Csomakőrösön

Kőrösi Csoma Sándor emlékezete Erdélyben A Tibet-tudományt megalapozó Kőrösi Csoma Sándor (1784–1842) munkásságára már a korabeli sajtó felfigyelt: Kalkuttából írott levelét az Erdélyi Híradó 1836-ban közölte, s az 1860-as évektől több erdélyi magyar tudós, író foglalkozott életművével.

## A 19. században
P. Szathmáry Károly útlevelét ismertette (Hazánk és a Külföld, 1866), Sámi László (Athenaeum, 1874), Jakab Elek (Pesti Hírlap, 1882), Kuun Géza (Keresztény Magvető, 1887), Sándor József (Székely Nemzet, 1904); Zayzon Ferenc (A Sepsiszentgyörgyi Székely Mikó Kollégium értesítője, 1904–1905) életpályáját méltatta, Jakab Elek önálló kiadványban mutatta be az Indiát járt Duka Tivadar angolul és magyarul megjelent Kőrösi Csoma-életrajzát (Budapest, 1888).

## 1918 után
A két világháború közötti időszakban Kőrösi Csoma Sándor emlékezete ápolásában az irodalom és művészet járt elöl. Szabó Dezső bátyja, Szabó Jenő már 1920-ban verssel köszöntötte Háromszék nagy szülöttjét, Benedek Elek pedig Híres erdélyi magyarok c. kötetében (Szatmár, 1922) áldoz emlékének. Szántó György regényt írt róla (A bölcső, Budapest, 1929). A művészek közül Szervátiusz Jenő és Dabóczi Mihály szobrot, Gy. Szabó Béla fametszetet (1935), Dóczyné Berde Amál pedig festményt készített alakjáról.
Születésének 150. és tibeti munkái megjelenésének 100. évfordulóján a sajtó számos írásában emlékezett meg Kőrösi Csomáról. Ezek közül kiemelkedik Debreczy Sándor Kőrösi Csoma Sándor életéhez c. tanulmánya az EME 1934. évi Emlékkönyvében és Maksay Albert esszéje (Nemzeti Kultúra, 1934). Utóbbi bekerült az Erdélyi Helikon kiadásában megjelent Erdélyi csillagok c. gyűjteménybe is (Kolozsvár, 1935).
Később új adatokat közölt a tudós gyermekkoráról Debreczy Sándor Kőrösi Csoma Sándor csodálatos élete c. könyvében (Sepsiszentgyörgy, 1937), Musnai László Kőrösi Csoma Sándor ismeretlen élete, (Protestáns Szemle, 1939) és Zayzon Ferenc (Marosvásárhelyen megvannak Kőrösi Csoma Sándor könyvei. Magyar Nemzet 1940. június 8.). Halálának centenáriuma ismét alkalmat nyújtott megemlékezésekre. A világhírűvé vált utazó egykori kollégiumában, Nagyenyeden bensőséges ünnepséget rendeztek, s az ünnepi szónok, Musnai László hamarosan népszerű munkával is jelentkezett (Kőrösi Csoma Sándor. Nagyenyed, 1943). Az évfordulóra jelent meg Áprily Lajos látomásos verse, A zarándok, s második kiadásban Debreczy munkája is.
Kolozsvárt nagyszabású ünnepséggel emlékeztek meg az Áprily elnevezte "égő zarándok, vakmerő apostol" dardzsilingi haláláról, s ezen többek közt a kiváló olasz orientalista, a későbbi Nehru-díjas Giuseppe Tucci is szerepelt. A helyi egyetem és az EMKE védnöksége alatt kiadvány jelent meg Kőrösi Csoma Sándor emlékkiállítás az Egyetemi Könyvtárban címen (Kolozsvár, 1942), mely a kiállított anyag jegyzékén kívül tartalmazta Felvinczi Takáts Zoltán lírai hangú előszavát és két írását (Kőrösi Csoma Sándor tragédiája; A tibeti buddhizmusról és művészetéről), valamint több más szerző közléseit, köztük Kelemen Lajosét egy Kőrösi Csoma-anekdotáról és Keöpeczi Sebestyén Józsefét a Csoma család címeréről.
A centenáriumi ünnepségből az EME is méltóképpen kivette részét. Dési vándorgyűlésén Tavaszy Sándor elnöki megnyitójában az EME-alapító Mikó Imréről szólt, majd így folytatta: "Nagy alapítónkhoz és tanítónkhoz csatlakozik ebben az ünnepi évben Kőrösi Csoma Sándor, a Tibet-tudományok megalapítója, akit hősiességig fokozott türelme s önként vállalt, vidám szívvel hordozott mérhetetlen sok szenvedése a nemzeti példaadás olyan magaslatára emelt, ahova erőt meríteni mindig büszkén fogunk feltekinteni." A vándorgyűlés ünnepi előadója Németh Gyula professzor, a Kőrösi Csoma Archívum szerkesztője volt, aki 1935-ben alapvető tanulmányt írt tudósunk úticéljairól. Előadása a székely tudós lelki alkatáról és fejlődéséről nemcsak a vándorgyűlés emlékkönyvében, hanem az ETF 149. számaként önállóan is megjelent (Kolozsvár, 1943). Az Erdélyi Múzeum Gyalui Farkas közlésében szemelvényt mutatott be Újfalvy Sándor emlékirataiból Emlékezés Kőrösi Csoma Sándorra címmel (1942/2). Ugyancsak az emlékév alkalmából írt Baktay Ervin jelentős tanulmányt a Pásztortűzben.
Jancsó Elemér feltárta a tudós eddig ismeretlen kapcsolatait Cserey Miklóssal (Pásztortűz, 1942), M. Nagy Ottó szintén ismeretlen adatokat közölt életéről (Erdélyi Múzeum, 1942), Karczagi Sándor pedig Nagyenyeden felfedezett ismeretlen leveleiről adott hírt (Erdélyi Szemle, 1943/6).
1943. szeptember 26-án felavatták Kőrösi Csoma Sándor szobrát Marosvásárhelyen; ez volt a Kárpát-medence legelső köztéri és legelső egészalakos Kőrösi-szobra. A szobor ma is áll, bár nem eredeti helyén.

## A II. világháború után
Az 1944 utáni évtizedekben a tudós utazó népszerűsítéséhez jelentős mértékben járult hozzá Korda István ifjúsági regénye, A nagy út (1956), mely napjainkig öt kiadást ért meg, és román fordításban is megjelent Drumul cel mare címmel. Musnai László Kőrösi Csoma és Nagyenyed kapcsolatáról (Magyar Pedagógia, Budapest, 1963), majd az MTA I. Osztályának Közleményeiben a kolozsvári tudós körrel való kapcsolatáról (1966) közölt tanulmányt. Ezeket követték Csetri Elek levéltári és kézirattári kutatásokon alapuló közlései: Adalékok Kőrösi Csoma Sándor életrajzához (NyIrK, 1967/1) és Iratok Kőrösi Csoma Sándor göttingai tanulmányútjához (NyIrK, 1968/1).
Születésének 185. évfordulóján Romániában ünnepségek zajlottak le. A Román Akadémia, a Kovászna Megyei Művelődési és Művészetügyi Bizottság, valamint a Magyar Nemzetiségű Dolgozók Tanácsa közös rendezésében 1969. április 5-én a sepsiszentgyörgyi színház termében emlékünnepségre került sor, melynek előadója Cicerone Poghirc bukaresti és Debreczy Sándor kolozsvári egyetemi tanár volt, majd műsor következett a színművészek részvételével. A rendezvényt másnap Kovásznán Jecza Péter Kőrösi Csoma-szobrának alapkőletétele s Csomakőrösön szimpozion követte. A Román Akadémia Kőrösi tiszteletére márvány emléktáblát helyezett el a nagyenyedi Ókollégium falába. Orbán Áron Kőrösi-mellszobrát Csomakőrösön állították fel. Kőrösi-szobrot alkotott Puskás Sándor is.
A Korunk 1969. májusi számában Szabó T. Attila Ábránd és valóság c. tanulmányában leszögezi: "Kőrösi Csoma Sándor kutatói magatartása a szűkkeblű nemzeti elzárkózás helyett minden időben a magyarsággal egykor sorsközösségben élő népek őstörténetében, ősi műveltségében való elmélyülő tanulmányozás szükségességére ösztökél." Ugyanitt Bodor András a tibetológust méltatja. Az Utunk 1969/14. száma már címlapján jelezte Kőrösi Csoma Sándor emlékezete tiszteletét. Újfalvy Sándor emlékirataiból vett szemelvény után Gy. Szabó Béla, Csetri Elek, Vita Zsigmond, Murádin László, Xántus János és Korda István írásai következtek, s a számot Gy. Szabó Béla és Imets László fametszetei illusztrálták. Az Igaz Szó 1969/4. számába Dáné Tibor írt tudósunkról méltó megemlékezést.
Az erdélyi magyar líra új nemzedékéből Király László Kőrösi Csoma Sándor útja c. versével jelentkezett az ünnepen, Farkas Árpád a "tudós csavargó" fájdalmas öngúnyát fejezte ki, s Magyari Lajos Kőrösi Csoma Sándor naplója c. nagy poémát írt, amely később Debrecenben hétnyelvű (angol, orosz, francia, japán, német, román és magyar) kiadásban, sőt külön tibeti nyelven is megjelent.
1972. október 15. és 1973. június 26. között került sor a kézdivásárhelyi Jakabos Ödön utazására, aki kilenc hónap során bejárta Kőrösi Csoma keleti útjának egyes szakaszait és felkereste a tudós dardzsilingi sírját. 1972-ben Bodor András fordításában és bevezetőjével látott napvilágot a Téka-sorozatban Kőrösi Csoma Buddha élete és tanításai c. munkája. Ugyancsak a Kriterion adta ki Csetri Elek új kutatási eredmények felhasználásával készült alapvető monográfiáját Kőrösi Csoma Sándor indulása címen (1979) az utazó tudós gyermekkoráról, nagyenyedi és göttingeni tudományos felkészültségéről s keleti útja előzményeiről.
A 200. születési évforduló közeledtére Kisgyörgy Zoltán írt helyszíni beszámolót Kőrösi Csoma bölcsőhelyéről (A Hét, 1982/17), majd a Kriterion kiadásában megjelent Jakabos Ödön Indiai napló c. munkája "Kőrösi Csoma Sándor nyomában" alcímmel. A közben elhalálozott szerző alakját a könyv utószavában Gálfalvi György mutatta be. Maga a kerek évforduló Romániában a régebbiekhez képest már korlátozottabban kerülhetett megünneplésre. Csetri Elek a Kriterion Könyvkiadónál kötetet jelentetett meg a tudósról (Kőrösi Csoma Sándor, 1984) és Csoma de Kőrös's Life before his Oriental Journei c. tanulmányt közölt az MTA angol nyelvű ünnepi kiadványában (Tibetan and Buddhist Studies I-II. Bp. 1984).
Szülőföldjén az Igaz Szó Csoma-különszáma nem jelenhetett meg, viszont Bodor András egy-egy írása a Korunkban (1984/4) és az Utunkban (1984/14) a nemzetközi tudományos összefüggések közé emelte a székely világjárót. Ugyanúgy méltatta szerepét Csetri Elek is Európa, sőt a világ embere c. tanulmányában, az egykorú társ Gyulay Lajos szavait idézve (NyIrK, 1984/1), és Mind az övé lehet címen A Hétben is megemlékezett róla (1984/15). Ugyanő két év múlva román nyelvű tanulmányt közölt, hogy tudósunkat bemutassa a román tudományosság előtt (Despre orientalistul Kőrösi Sándor. Studia. Historia, 1986/1). A bicentenáriumra jelent meg Zágoni Jenőtől a Kőrösi Csoma Sándor bibliográfia (1984).
Az évfordulón az Utunk közölte Baász Imre ünnepi grafikáját Kőrösi Csoma Sándorról (1984/14). Újabban Neményi Ferenc készített filmet Kőrösiről A két zarándok a világ tetejéhez közel címen. A budapesti Kőrösi Csoma Társaság kétévenként rendezett nemzetközi szimpozionon eleveníti fel emlékét.
Lendületet kapott Kőrösi Csoma Sándor emlékezete az 1990 márciusában Csomakőrös és Kovászna központtal alakult Kőrösi Csoma Sándor Közművelődési Egyesület révén, majd halálának 150. évfordulója alkalmából. Ünnepelt az egész erdélyi magyarság, sőt ünneplés zajlott le Bukarestben is, ahol a román tudományosság adózott a jeles székely emlékének. Kovászna városban megkoszorúzták a Csoma-szobrot; itt hangzott el Magyari Lajos ünnepi szónoklata. Csomakőrösön többnapos tudományos ülésszak és ünnepségsorozat méltatta a tudóst és kutatót. Kolozsvárt az EME rendezett emlékülést, itt Jakó Zsigmond akadémikus és Futaky István göttingeni egyetemi tanár tartott előadást.
Nagyenyeden a Bethlen Kollégium udvarán emléktáblát avattak az egykori diák tiszteletére. Az itt végződő rendezvényláncolatba a kollégiumi diákság vetélkedővel kapcsolódott be.
A Kőrösi Csoma-napok során Fábián Ernő Ősöktől az egyetemességig c. alatt A Hétben (1992/13) kifejtette: "Az emberiség jövője nem szűkíthető le az európai problémára. Ennél sokkal összetettebb a feladat: a kultúrák értékrendi és erkölcsi megközelítése, a hiteles emberi léthez nélkülözhetetlen közös megtalálásával. Ennek első megsejtője az Ázsiába útra indult székely-magyar vándor volt." A Helikon Csetri Elek írásával s tibeti népdalok magyar fordításaival ünnepelt (1992/8); a Művelődésben Bodor András, Fazoli Sándor, Köllő Károly, Vita Zsigmond, Winter Péter írásai szerepelnek.
A 150. évfordulóra jelent meg Kolozsvárt a kanadai Montréalban élő Galántha H. Judit Fehér hegyek, kék pipacsok c. indiai útirajza "Kőrösi Csoma Sándor nyomában" alcímmel s útitársa, Nógrády György színes helyszíni fényképeivel.
2007-ben a marosvásárhelyi születésű fotográfus Sütő Zsolt felkereste a Csomához köthető himalájai falvakat és kolostorokat. Az utazás során született fényképeket, naplójegyzeteket és hangfelvételeket a Transindex.ro közölte elsőként, később (többek között) a National Geographic román kiadása is publikálta, illetve a Himalájakék, Tibetvörös című kiállítás számos országban került bemutatásra. Alkotásaiban főként Csoma emberi arcát, a hozzá kapcsolódó sztereotípiák létjogosultságát, a tibeti buddhizmushoz való vélt vagy valós kapcsolódását, lámáival való kapcsolatát, illetve Csoma (világ)kultúrtörténeti egyediségét kutatja.

## Lásd még
- Kőrösi Csoma Sándor Önképzőkör